# Lyda Conley
Eliza Burton „Lyda“ Conley (* um 1869; † 28. Mai 1946) war eine US-amerikanische Juristin. Unter ihren Vorfahren waren Europäer wie auch Amerikaner. Sie war die erste Frau, die in Kansas als Anwältin zugelassen wurde. Insbesondere durch ihre Kampagne und ihr Plädoyer für die Erhaltung des huronischen Friedhofs in Kansas City wurde sie landesweit bekannt. Sie stand etliche Prozesse gegen die Regierung durch und war 1909 die erste indianischstämmige US-Amerikanerin, die beim Obersten Gerichtshof der Vereinigten Staaten vortrug.

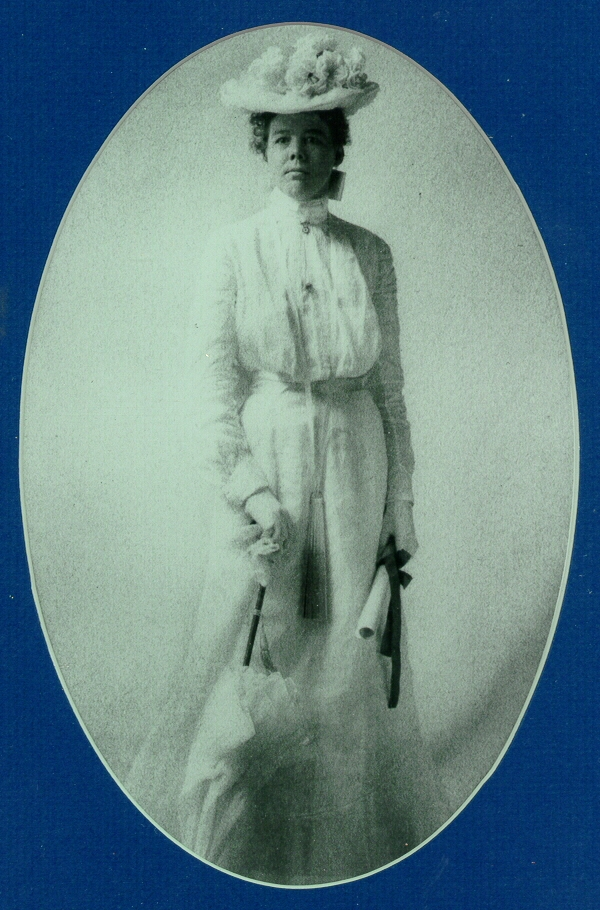
Conley auf der Abschlussfeier am Kansas City College of Law (1902)

## Leben
Conley war die jüngste von vier Töchtern von Elizabeth Burton Zane Conley (1838–1879), die unter anderem huronische Vorfahren hatte, und Andrew Syrenus Conley (um 1830–1885), einem Weißen nordirischer und englischer Herkunft. Die gemischte Herkunft der Familie war typisch für die Huronen (auch Wyandot genannt) zu der damaligen Zeit. Ihr Großvater Isaac Zane war als Kind von den Indianern gefangen und adoptiert worden. Er heiratete später die Häuptlingstochter Weißer Kranich. In Ohio gründete er die Gemeinde Zanesfield. 1843 verließen die Huronen unter dem Druck der US-Regierung den Staat Ohio und wanderten nach Kansas aus.
Lyda wuchs zusammen mit ihren beiden älteren Schwestern Ida und Lena (die vierte Tochter verstarb als Kind) auf einem Bauernhof mit 64 Acre (26 ha) Land in Quindaro, Wyandotte County auf. Die Kinder erhielten eine gute Erziehung. Ihre Mutter Elizabeth hatte das Land 1855 im Alter von 17 Jahren zugesprochen bekommen, als das ehemalige Stammesgebiet in Einzelbesitz aufgeteilt worden war. Später wurde das Land vom Missouri überschwemmt und die erwachsenen Töchter zogen nach Kansas City um. Lyda und ihre Schwestern lebten ihr gesamtes Leben in einem Haus zusammen. Keine heiratete je.
Nach ihrem Tod 1946 wurde Lyda Conley in der Nähe ihrer Angehörigen auf dem Wyandot-Friedhof begraben, den sie über Jahrzehnte verteidigt und gepflegt hatte. Der Grabstein („Eliza Burton Conley“) erinnert mit einer Inschrift an ihr Plädoyer vor dem Obersten Gerichtshof. Auf dem benachbarten Grabstein ihrer Schwester Lena („Helena Conley“, genannt Schwebende Stimme) heißt es: „Verflucht sei der Schuft, welcher ihre Gräber stört“.

## Indianerfriedhof in Kansas
1855 akzeptierten die meisten Wyandot die US-amerikanische Staatsbürgerschaft. Das Land in Kansas wurde individuell verteilt. Sie behielten einige ihrer hergebrachten Strukturen einschließlich der rechtlichen Hoheit über einen zentralen Begräbnisplatz in Kansas City. Dieser wurde zunehmend durch das Wachstum der Stadt umschlossen. 1906 akzeptierten die Wyandot in Oklahoma, die nicht die US-Staatsbürgerschaft angenommen hatten,  einen Verkauf des Friedhofs. Im Umfeld waren eine Carnegie-Bibliothek, das Hotel Brund sowie der neugebaute Freimaurertempel. Lyda gab eine Petition gegen den Verkauf beim zuständigen Amtsgericht in Kansas ein. Die Schwestern besetzten das Gebiet und wohnten dort zeitweilig in einer Blockhütte und bewachten das mit Betreten Verboten abgegrenzte Gelände rund um die Uhr mit der Waffe in der Hand.
Öffentlichkeit und Zeitungen in Kansas City verfolgten gespannt das Geschehen, Conley und ihre Widersacher wurden am 16. Oktober 1906 in der Kansas City Times wie folgt zitiert:

„In diesem Friedhof sind Hundert unserer Vorfahren begraben. […] Warum sollten wir nicht stolz auf unsere Vorfahren sein und ihre Gräber beschützen? Wir werden das tun und wehe einem jeden, der versucht eine Leiche zu stehlen. Wir sind Miteigentümer dieses Grundstücks und haben das gesetzliche Recht, Eindringlinge zu vertreiben, genau das Recht, welches einem jeden zusteht, der einen Einbrecher in seinem Haus erschießt.“

„Wir behalten uns das Recht vor, Kaufangebote einzuholen.“

Der insbesondere auch innerindianische Konflikt erregte landesweites Aufsehen. Die Schwestern gewannen unter anderem die Unterstützung lokaler Politiker, von Frauenvereinen und weiteren Organisationen. Der zuständige Indianerbeauftragte H. B. Durante schlug vor, Truppen und Justiz gegen sie einzusetzen. Lydas Vortrag und Plädoyer beim Obersten Gerichtshof der Vereinigten Staaten wurde landesweit bekannt. Zwar verlor sie die Prozesse in mehreren Instanzen, so auch vor dem Obersten Gerichtshof, sie gewann aber weitere öffentliche Unterstützung, unter anderem von Senator Charles Curtis. Der Streit ging weiter. Lyda Conley wurde zeitweise eingesperrt, da sie auf einen Polizisten auf dem Friedhofsgelände geschossen hatte. 1913 wurde seitens des Kongresses die gesetzliche Verkaufserlaubnis zurückgenommen. Curtis, ebenfalls teilweise indianischer Abstammung, brachte 1916 ein Gesetzgebungsverfahren zur Unterschutzstellung des Friedhofs unter Bundeshoheit erfolgreich ein. Dabei wurde zum ersten Mal in den USA ein Begräbnisplatz der Indianer als schützenswürdig betrachtet.
Die Bundesregierung sicherte 1918 der Stadtverwaltung von Kansas City zu, künftig die bauliche Erhaltung, die Sicherheit und Beleuchtung auf dem Friedhof zu gewährleisten.
Lyda Conley pflegte auch nach der Unterschutzstellung regelmäßig den Friedhof. 1937 verjagte sie einige Leute von dort. Sie wurde wegen Ruhestörung wahlweise zu 10 $ Strafe oder einer zehntägigen Haftstrafe verurteilt. Lyda Conley, bereits eine alte Dame, absolvierte die Haftstrafe stolz unter großer Anteilnahme der Öffentlichkeit.
1959 rekonstituierten sich die Wyandot Nation of Kansas erneut. Sie wurde als rechtmäßiger Stamm staatlicherseits anerkannt, die Hoheit über den Huronenfriedhof blieb umstritten. 1971 wurde der Friedhof als Wahrzeichen im National Register of Historic Places eingetragen. Gänzlich wurde der seit 1800 währende Konflikt um die Nutzung des Friedhofsgeländes zwischen den Wyandot in Kansas und denen in Oklahoma erst 1998 durch eine Übereinkunft der beiden Stämme gelöst. Dabei wurde auf den Bau eines Indianerkasinos auf dem Gelände verzichtet.

## Verfilmung
Ben Kingsley hat 2008 angekündigt, das Leben von Lyda Conley  unter dem Titel Whispers Like Thunder zu verfilmen. Kingsley will in dem Stück den Senator Charles Curtis spielen. Das Drehbuch stammt von Trip Brook und Luis Moro.